# Francesco Dell'Erba
Francesco Dell'Erba (Vieste, 4 gennaio 1866 – Napoli, 28 marzo 1952) è stato uno scrittore italiano.

## Biografia
Francesco Dell'Erba, giornalista e scrittore, nacque il 4 gennaio 1866 a Vieste. Studiò a Lucera, nel Liceo classico “Bonghi”, uno dei luoghi obbligati dell'alta cultura della Capitanata, poi si trasferì a Napoli, dove la passione per il giornalismo avrà la meglio sulla frequenza della facoltà di Giurisprudenza, che abbandonò.
	Iniziò a collaborare a numerosi organi d'informazione, a partire dal «Fortunio» e dal «Pungolo». Dal 1899 al 1919 è inviato e corrispondente da Napoli del Corriere della Sera e, a partire dalla sua nascita, nel 1901, è corrispondente de «Il Giornale d'Italia».
	In breve tempo Dell'Erba diventò uno degli esponenti di spicco del vivace mondo giornalistico napoletano, stringendo amicizia con personalità come Benedetto Croce, Edoardo Scarfoglio, Matilde Serao, Giustino Fortunato, Salvatore Di Giacomo e Ferdinando Russo.
	Nel 1907, insieme a un nutrito gruppo di giornalisti, è tra i fondatori dell'importante Emeroteca Tucci di Napoli, ancor oggi esistente.
	La sua pluridecennale attività conosce vari momenti significativi, come l'intervista a Benedetto Croce, nel 1924, sul ritorno al regime liberale. Nel 1928, poi, viene chiamato a dirigere e compilare il «Bollettino del Comune di Napoli».
	È scomparso a Napoli, il 28 marzo 1952 e gli è stata intitolata una strada nel popolare quartiere del Vomero.

## Opere
Ai tantissimi articoli scritti nel corso della sua esistenza, Dell'Erba affiancò alcune pubblicazioni, a partire dalla prima traduzione italiana di un romanzo dello scrittore francese Edmond About, apparsa nel 1892 a Napoli per i tipi di D'Angelilli, con il titolo Il re delle montagne. In seguito, Dell'Erba diede alle stampe cinque volumetti per una serie popolare:
- Dell'Erba, Francesco, La questione Armena: L'Armenia.Le cause dei disordini.Le torture turche contro gli armeni.Le grandi potenze e la questione armena. Rincrudimento., Biblioteca popolare n.40, Napoli, Casa Editrice E. Pietrocola, 1896, SBN CUB0256896.
- Dell'Erba, Francesco, L'anarchia, Biblioteca popolare n.42, Napoli, Casa Editrice E. Pietrocola, 1896, SBN CUB0256895.
- Dell'Erba, Francesco, Il Montenegro, Biblioteca popolare n.45, Napoli, Casa Editrice E. Pietrocola, 1896, SBN CUB0256894.
- Dell'Erba, Francesco, I Dervisci, Biblioteca popolare n.52, Napoli, Casa Editrice E. Pietrocola, 1897, SBN CUB0256893.
- Dell'Erba, Francesco, Candia, Biblioteca popolare n.54, Napoli, Casa Editrice E. Pietrocola, 1897, SBN CUB0256892.

	Nel 1906 è la volta della pregevole opera Lo sperone d'Italia, che riproduce il testo di una conferenza letta nel Circolo Pugliese del capoluogo campano. Si tratta, in sostanza, del resoconto di un ritorno nella terra nativa, la ricostruzione di un viaggio verso le proprie radici, raccontato con una non comune capacità di coniugare la sintesi e la completezza dell'analisi.
	Dell'Erba sottolinea i problemi della zona, a partire dall'isolamento causato dalla mancanza di mezzi di comunicazione, ma ricorda anche le bellezze naturali del Gargano, che attendono solo la giusta valorizzazione.  	
	Il suo volume di maggiore successo è indubbiamente Napoli un quarto di secolo, pubblicato nel capoluogo campano nel 1929, per i tipi della Editrice Tirrena. Il libro, che è stato riproposto postumo nel 1963, è ancor oggi facilmente rintracciabile e si trova spesso citato.
	In esso Dell'Erba rievoca personaggi ed eventi rimarchevoli della città, nella quale si sentì subito a suo agio. Notizie, aneddoti e curiosità attraversano, così, le circa 270 pagine della pubblicazione, divisa in tre parti, presentando al lettore, con una penna arguta e trascinante, sindaci, artisti, uomini di cultura e personaggi di ogni genere.